# 도짓코

위키백과 퍼즐을 맞추는 위키페탄.

도짓코(ドジっ娘)는 얼빠진 여성을 가리키는 말로, 오타쿠 문화에서 탄생한 일본의 만화와 애니메이션 용어이다. 덜렁이라고 부르기도 한다.

## 개요
과도하게 얼빠진 소녀, 그렇지 않으면 실수가 매력인 여성, 아이돌이나 애니메이션 따위의 캐릭터를 가리킨다. 뭘 해도 서투르지만 성실한 타입인 경우가 많아서, 누군가의 도움이 되고 싶은 마음이 헛돌아 실패를 반복한다. 하지만 그것이 생각지 않게 좋은 결과를 가져오는 경우도 있다.
통상, 사용하는 측은 나쁜 뜻은 없이 〈사랑스러운〉 〈미워할 수 없는〉 사람이란 뜻으로 쓴다. 사용되는 측은 다소라도 불쾌감·혐오감을 받는 경우도 있어서, 사랑받지 않는 존재로 여기는 경우도 있다.

## 같이 보기
- 츤데레
- 쿨데레
- 얀데레